# Phytosciara densa
Phytosciara densa är en tvåvingeart som beskrevs av Yang, Zhang och Yang 1993. Phytosciara densa ingår i släktet Phytosciara och familjen sorgmyggor.
Artens utbredningsområde är Guizhou (Kina). Inga underarter finns listade i Catalogue of Life.